# Johan Tobias Sergel

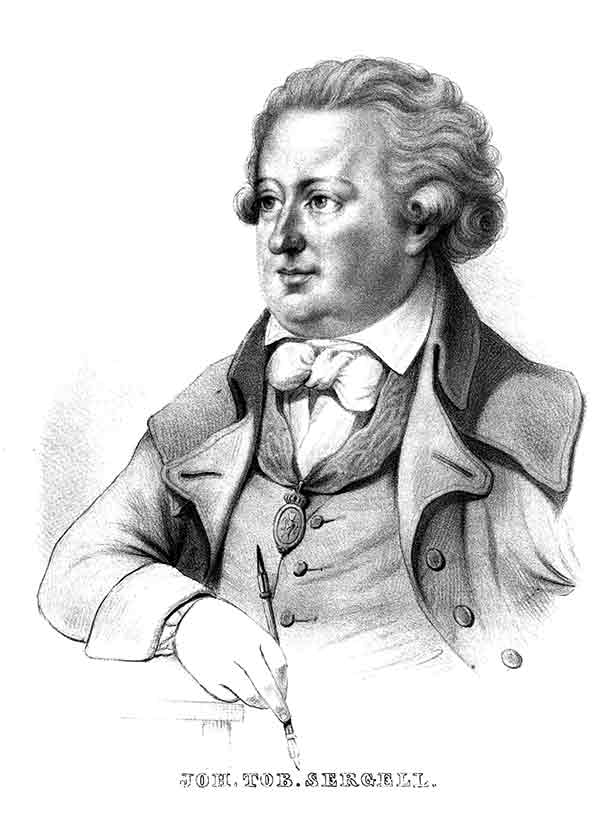
Johan Tobias Sergel. Lithografie

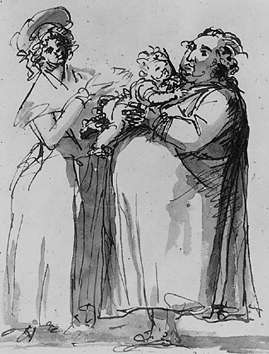
Selbstbildnis mit Anna-Rella Hellström und dem Sohn Gustav. Lavierte Federzeichnung, 1793

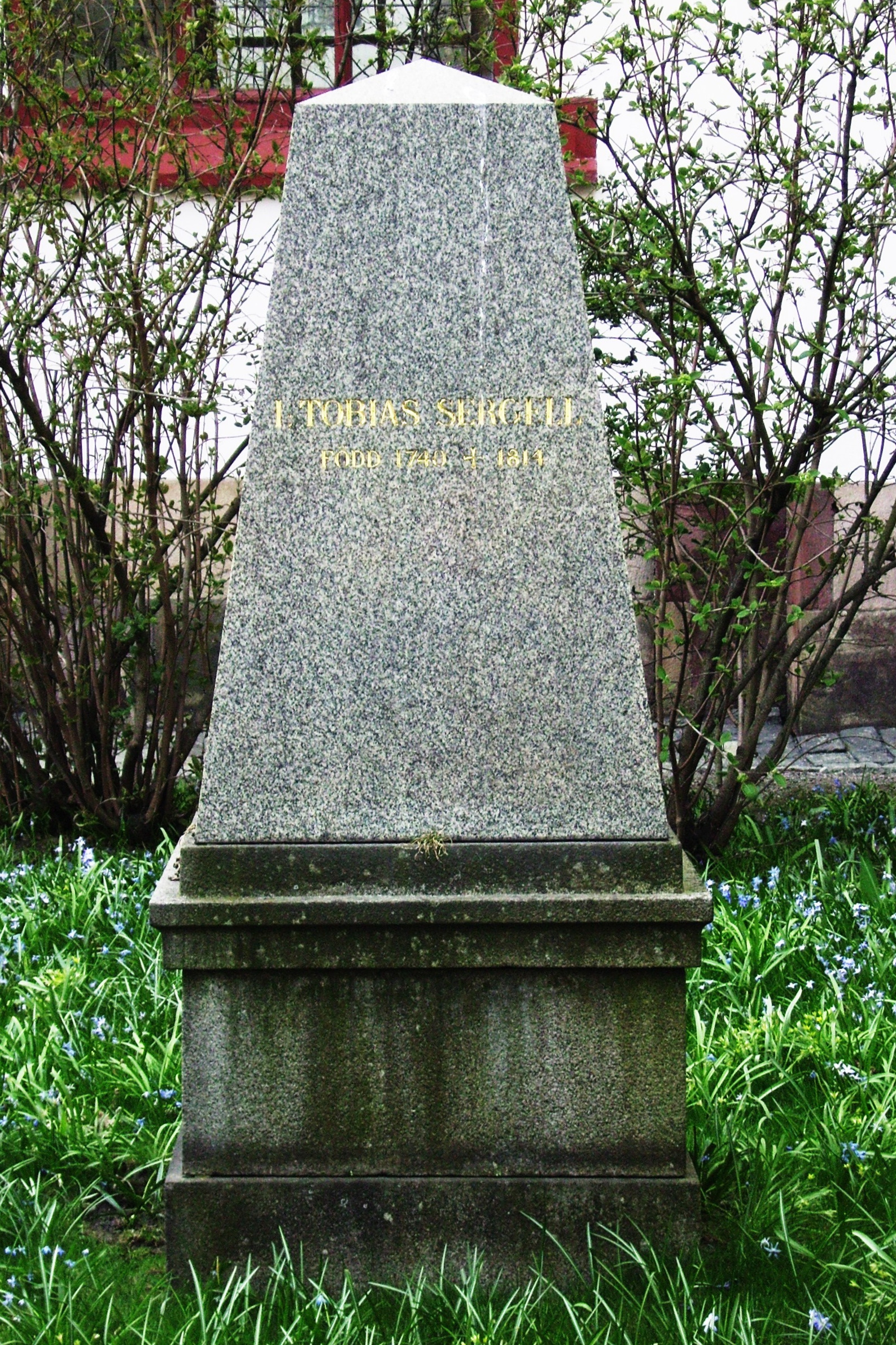
Sergels Grab auf dem Adolf Fredriks kyrkogård in Stockholm

Johan Tobias Sergel (* 28. Augustjul. / 8. September 1740greg. in Stockholm; † 26. Februar 1814 ebenda) war ein schwedischer Bildhauer und Zeichner. Er gilt als bedeutendster klassizistischer Künstler und einer der größten Bildhauer Schwedens.

## Leben
Sergel (bis 1808 Sergell) war der Sohn der Gold-, Silber- und Perlensticker Kristofer Sergell aus Jena und dessen Ehefrau Elisabeth (geborene Zwirner), die in den 1730er Jahren aus Deutschland nach Schweden eingewandert waren. Er begann eine Lehre als Steinmetz beim Schlossbau in Stockholm und erhielt ab seinem 15. Lebensjahr Unterricht im Zeichnen und Modellieren bei Jean Eric Rehn und ab 1756 bei Pierre Hubert L’Archevêque. 1758 reiste er mit L’Archevêque nach Paris, wo er sieben Monate blieb und eine Medaille der Kunstakademie errang.
Nach seiner Rückkehr wurde er von der Schlossbaudeputation für die Arbeiten am Skulpturenschmuck des königlichen Schlosses herangezogen. 1761 wurde ihm die große Goldmedaille der Kunstakademie Stockholm zuerkannt. 1767 erhielt er vom Schlossbaufonds und der Kunstakademie ein Stipendium, mit dem er seinen lange gehegten Traum einer Italienreise verwirklichte. Im August traf er in Rom ein, wo ihn die Erkenntnis seiner künstlerischen Defizite zunächst in eine tiefe Depression stürzte. Dann entschloss er sich zu einem gründlichen Studium der Anatomie, der antiken Skulptur und der Renaissancemalerei. Zu seinen Künstlerfreunden in Rom zählten Jakob Philipp Hackert und Johann Heinrich Füssli.
1778 wurde Sergel vom schwedischen König Gustav III. zurückberufen und kehrte über Paris und London nach Stockholm zurück, wo er im Juni 1779 eintraf, nachdem er in Paris Mitglied der Königlichen Akademie für Malerei und Bildhauerei geworden war. Gustav III. ernannte ihn als Nachfolger L’Archevêques zum Königlichen Bildhauer und 1780 zum Professor an der Kunstakademie. In Stockholm stand er im Zentrum eines lebenslustigen Freundeskreises, zu dem auch der Dichter Carl Michael Bellman gehörte. 1783 reiste er als Begleiter von König Gustav III. nochmals für neun Monate nach Italien.
Bis auf zwei kurze Aufenthalte in Kopenhagen 1794 und 1796 verbrachte Sergel den Rest seines Lebens in Stockholm, wo er beim König ebenso wie beim Publikum in höchster Gunst stand. 1803 wurde er zum Hofintendanten ernannt und 1808 geadelt. Dies führte infolge eines Schreibfehlers im Adelsbrief zu seiner Namensänderung von Sergell zu Sergel. Seit 1803 war Sergel zudem auswärtiges Mitglied der Académie des Beaux-Arts. Sergel blieb unverheiratet, hatte aber mit seiner Wirtin Anna-Rella Hellström einen Sohn Gustav, den er legitimierte und der seinen Namen fortsetzte. Nach Sergels Tod wurde sein künstlerischer Nachlass 1815 vom schwedischen Staat angekauft.

## Werk
Sergel gilt als Begründer der schwedischen Bildhauerei. Vor ihm wurden Großskulpturen in Schweden nur von ausländischen Künstlern geschaffen oder importiert.
Von entscheidender Bedeutung für Sergels künstlerische Entwicklung waren seine Jahre in Rom. Sie prägten ihn so sehr, dass er später schrieb, dass erst am Tage seines Eintreffens in Rom „mein Studium wirklich begann“. Vorher hatte er nach Entwürfen von L’Archevêque eine Statue König Gustavs I. und eine Reiterstatue König Gustav Adolfs II. im zeittypischen französischen Rokokogeschmack ausgeführt. In Rom, wo er intensiv antike Skulpturen kopierte, wandelte er sich zum Klassizisten, der nur „die Antike und die Natur“ als Lehrmeister anerkannte, und wurde neben Thorvaldsen zum bedeutendsten Vertreter des Klassizismus in den nordischen Ländern.
Im Vergleich mit anderen klassizistischen Künstlern fallen seine Arbeiten durch ihre schwungvolle Bewegtheit auf. Wichtige Werke der römischen Zeit sind der „Liegende (oder: Trunkene) Faun“ (1770–1774), der seinen Ruhm als Bildhauer begründete, und die Gruppe „Amor und Psyche“, die ursprünglich für Madame Dubarry vorgesehen war. Nach seiner Rückkehr nach Stockholm schuf er unter anderem das Descartes-Denkmal (1781) und das Auferstehungsrelief (1785) in der Adolf-Friedrich-Kirche. Als sein Hauptwerk gilt die Bronzestatue Gustavs III., die 1796 von der Stadt Stockholm angekauft und vor dem Königlichen Schloss aufgestellt wurde.
In bemerkenswertem Kontrast zu Sergels bildhauerischer Arbeit stehen seine Zeichnungen, die oft skizzenhaft, teils karikaturistisch und von einem expressiven Realismus sind, der stilistisch an Füssli erinnert. Anders als dessen schauerromantische Sujets zeigen sie aber neben mythologischen Themen bevorzugt Szenen aus dem Alltagsleben und sind deshalb auch als kulturhistorische Quelle bedeutsam.
Nach Sergel wurde der Sergels Torg, ein Platz im Zentrum Stockholms, benannt. Dort befindet sich heute an der Stelle seines früheren Ateliers ein Standbild Sergels.

## Galerie

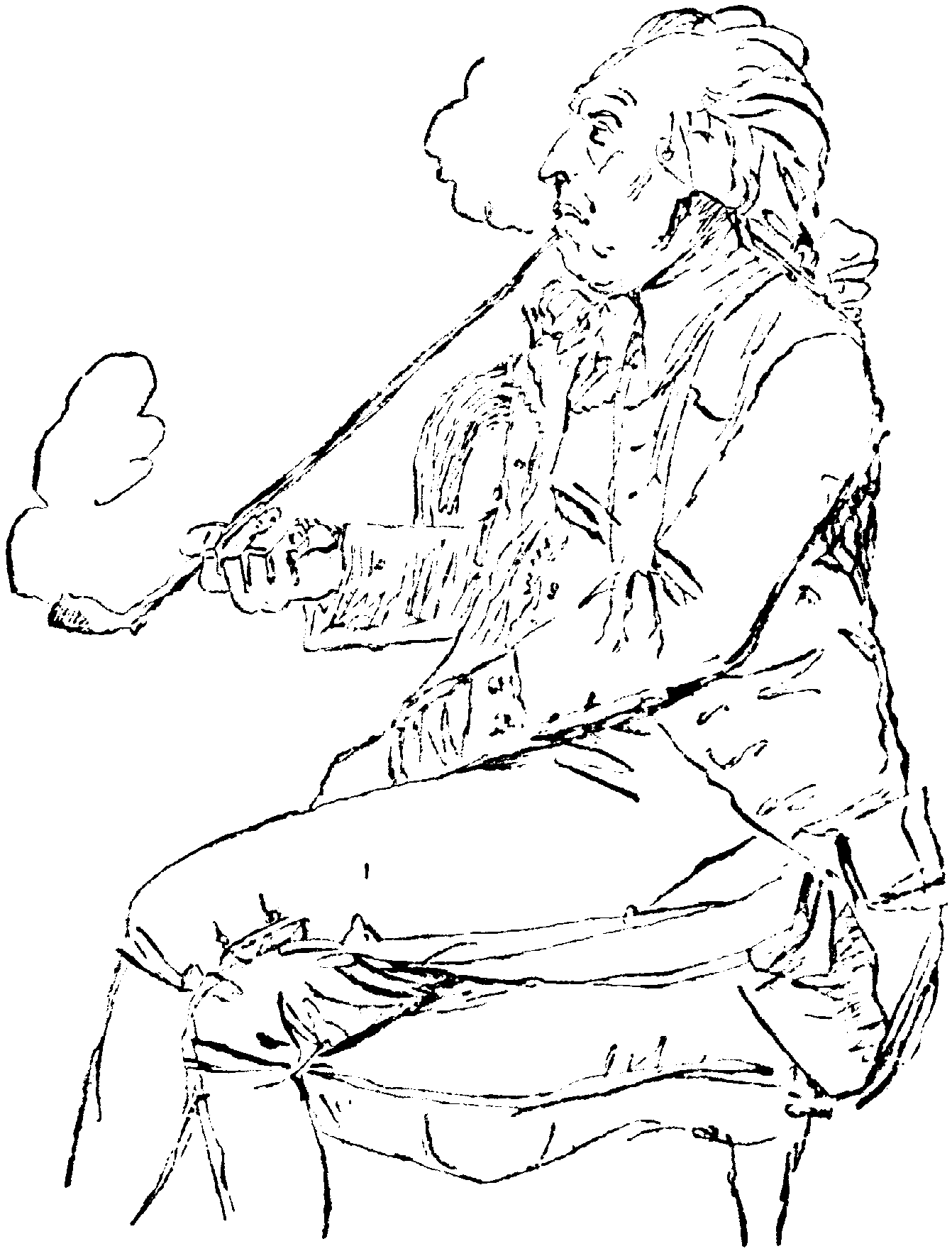
Carl Michael Bellman. Federzeichnung von Johan Tobias Sergel, ca. 1790
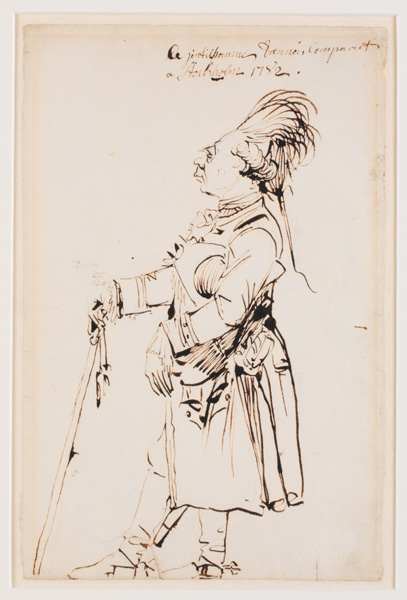
Baron Clemens August von Haxthausen in Stockholm. Zeichnung von Johan Tobias Sergel, 1782
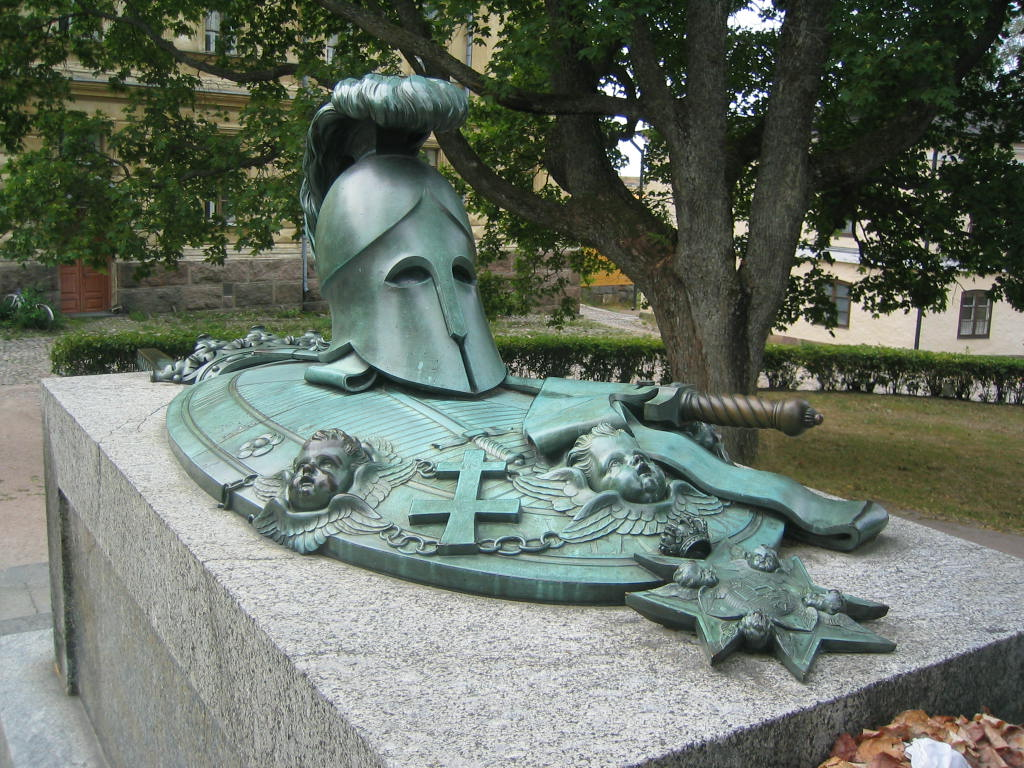
Augustin Ehrensvärds Grab auf Suomenlinna, Johan Tobias Sergel, ca. 1772
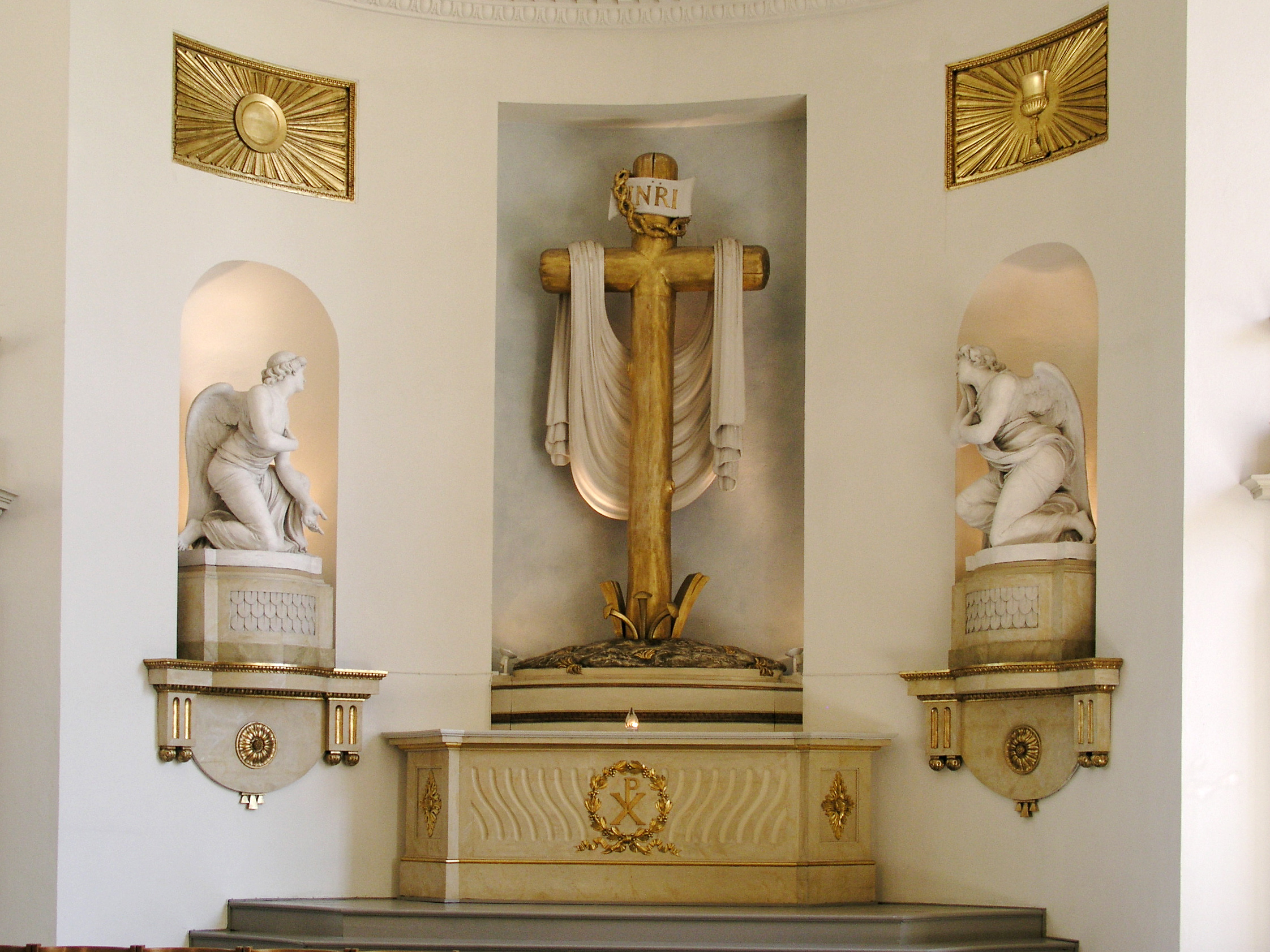
Dom zu Karlstad, der alte Altar mit Engeln von Johan Tobias Sergel
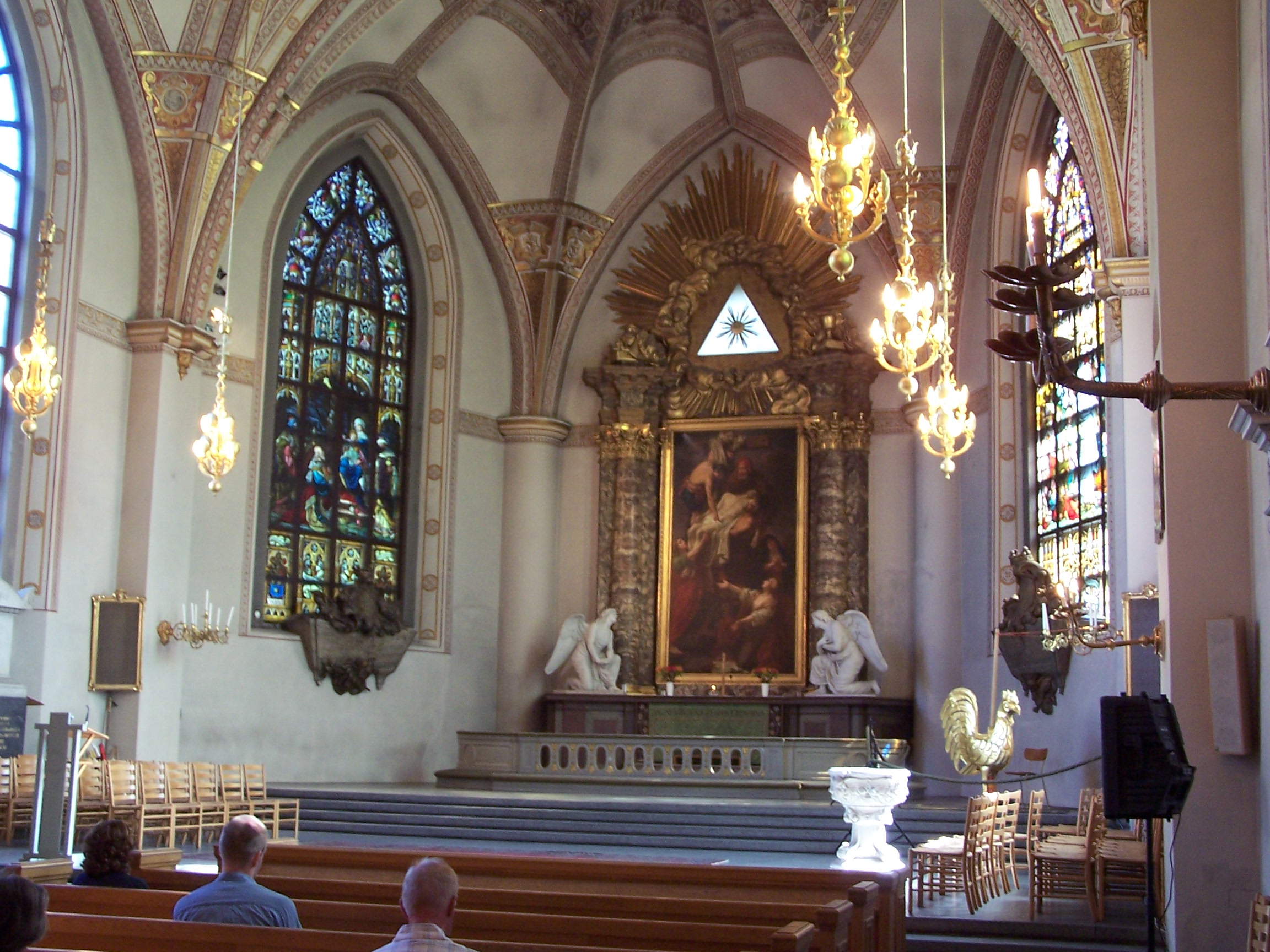
Klarakirche in Stockholm – der Altar wird von zwei knienden Engeln umrahmt, die 1904 nach Gipsoriginalen von Johan Tobias Sergel angefertigt wurden
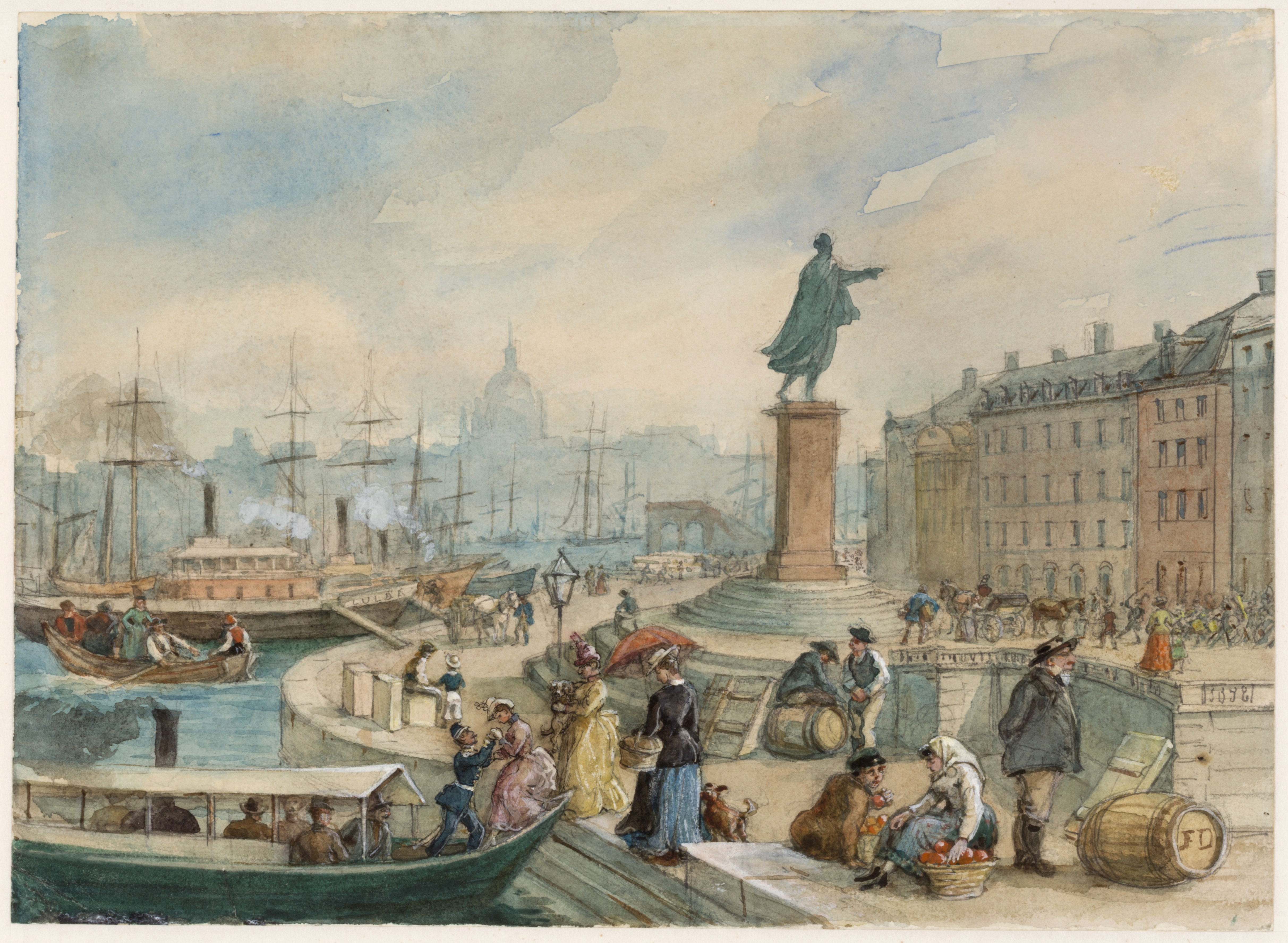
Gustav III. – Statue von Johan Tobias Sergel in Stockholm, Gemälde von Fritz von Dardel, 1860